# Foster (Indiana)
Pour les articles homonymes, voir Foster.
Foster est une localité non incorporée située dans le Mound Township, comté de Warren, dans l'Indiana. Foster est située juste au nord de l'U.S. Route 136, à environ 8 km à l'ouest de Covington et à environ 4,8 km à l'est de la frontière entre l'Indiana et l'Illinois. La Vermilion Valley Railroad (à l'origine New York Central Railroad) passe par Fowler, et le bras nord du Spring Creek passe sur son côté ouest.

## Histoire
Foster a été planifiée le 25 avril 1893, sur un terrain offert par William R. Foster, un des premiers colons. À une époque, Foster comprenait un bureau de poste, un atelier de forgeron, un dépôt ferroviaire, deux magasins, un parc de bétail, une batteuse, un silo à céréales et une scierie. Aujourd'hui, le village est constitué de plusieurs maisons, de quelques petits magasins et d'un motel.